# 聯盟 (瑞典)
聯盟（瑞典語：Allians）是瑞典的一个政党联盟，由瑞典議會內四個中間偏右政黨組成。
聯盟成立時，四黨俱為在野黨，但於2006年9月贏得議員大多數議席，組成聯合政府。該執政聯盟執政至2014年，是瑞典一個世紀以來最長的中間偏右聯合政府。

## 成員黨
瑞典聯盟由四個中間偏右政黨組成，包括：
- 溫和聯合黨（Moderata samlingspartiet），為一中間偏右自由保守主義政黨。
- 中間黨（Centerpartiet），為一中間派農業政黨。
- 自由黨（Liberalerna），為一自由主義政黨。
- 基督教民主黨（Kristdemokraterna），為一基督教民主主義政黨，是聯盟中的最小政黨。

## 聯盟組成
自1932年起，瑞典社會民主黨一直主導瑞典政治；除了1936年夏、1976至1982年、1991至1994年三段期間外，社民黨7大部份時間都執掌瑞典政府。一直維持合作的中間偏右黨派認為，這是因為他們沒有給人民展示另一個清晰可行的政府。四黨領袖在中間黨領袖毛德·奧洛夫松家鄉商討後，決定正式合組聯盟。會議於2004年8月31日結束，四黨發表聯合聲明，概述將會於選舉中爭取的原則。一年後，他們於基督教民主黨領袖約蘭·海格隆德家鄉會談，並發表另一個聯合聲明，重申合組聯盟。

## 目標政策

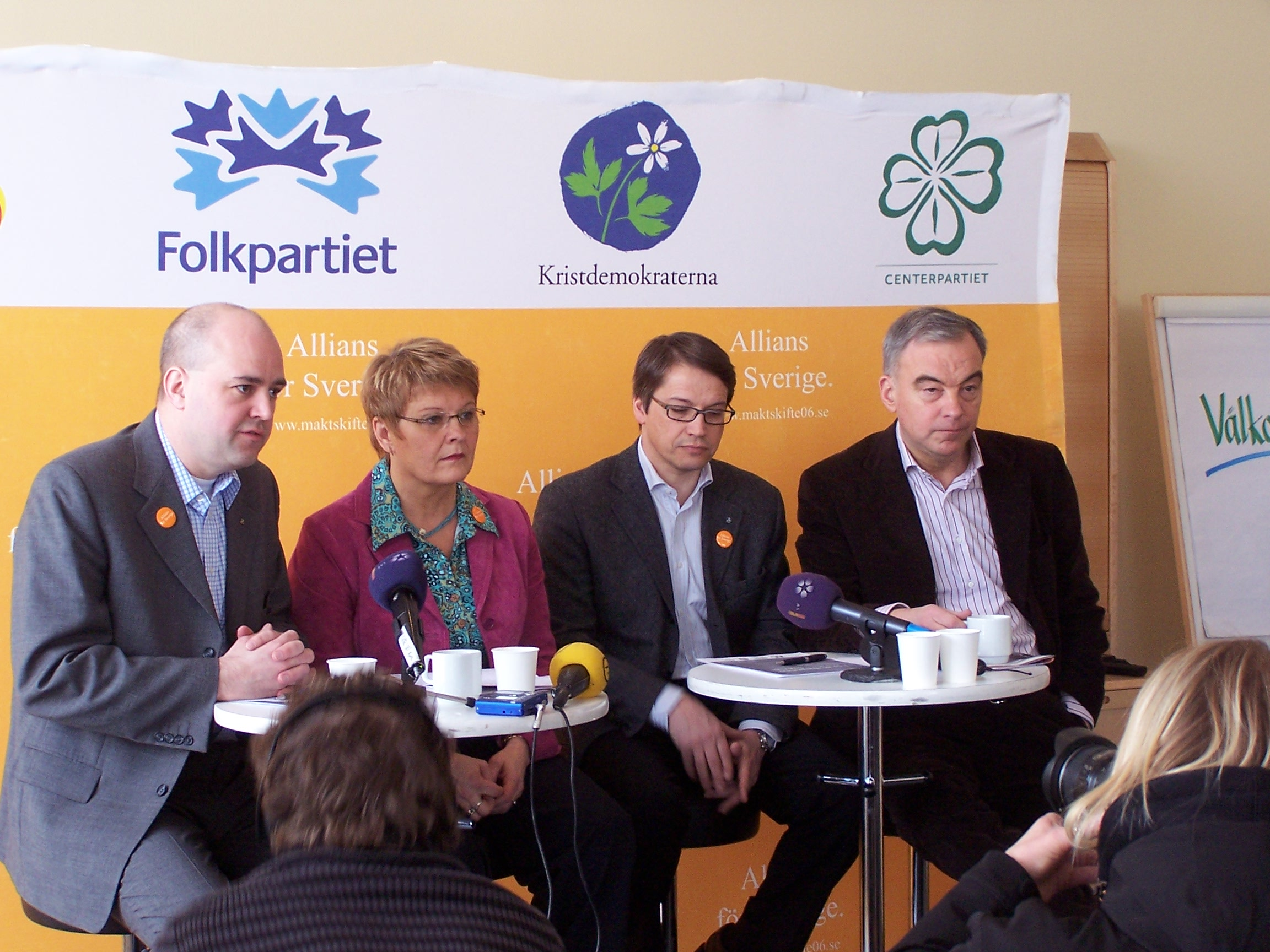
瑞典聯盟四黨領袖在松德瓦爾舉行記者會。從左至右為：弗雷德里克·賴因費爾特、毛德·奧洛夫松、拉爾斯·賴延博里。（照片由Henrik Reinholdson拍攝）

瑞典聯盟的首要目標，是在2006年議會選舉贏得多數議席，組成聯合政府。四黨發表共同政策聲明和聯合選舉宣言，而聯盟的聯合建議則包含四黨各自的政策和宣言。聯盟在六個領域中合作：經濟政策、教育政策、外交政策、國家福利、就業及工商政策和警察制度。
四黨政策合作，從2005年10月2日提出的財政預算建議中可見。聯盟建議減稅4900萬瑞典克朗，相當於2005年國內生產總值的1.9%、公部門總收入的3.3%。除此之外，各黨還加入自己的政策，例如自由人民黨提出增撥10億克朗予專上教育，基督教民主黨提出給家庭提供更多優惠和稅款減免。
2006年6月14日，瑞典聯盟共同制訂能源政策，承諾下個議會任期（2006至2010年）間不再關閉核反應堆。他們提議不再建造反應堆，撤銷逐步取代核能發電的法律。由於瑞典現時立法禁止研究核能，聯盟還建議所有方式的能源研究均為合法，並可獲得國家資助。聯盟表示，會撥款給所有可以安全增加發電廠效能的研究成果。這政策是史無前例的，因為四黨一直就核能問題意見分歧：中間黨反對核能，溫和黨和基民黨支持繼續使用核能，自由人民黨則希望增建核反應堆。由於中間黨和自由人民黨都沒有改變既有立場，因此由人質疑四黨妥協會否長期維持。
同年7月4日，四黨在哥得蘭榆樹谷公園舉行的政治周宣佈廢除物業稅的計劃。他們承諾把應課稅價值凍結於當時水平（因此不會作重新估值），並把公寓的稅率由課稅價值的0.5%減至0.4%。細小地塊的徵稅上限定為5000克朗。聯盟還計劃在2008年廢除這稅項，取而代之的是獨立於物業價值的市政徵費。2006年物業稅收入估計約2810萬克朗；因可課稅價值上升，物業稅收入將於2007年增至3020萬，2008年增至3220萬。這計劃的第一步估計花費400萬至500萬克朗，聯盟於8月的宣言公布融資方法。
2006年8月23日，瑞典聯盟公佈選舉宣言，題為「更多人工作·分享更多」（Fler i arbete - mer att dela på）。

2006年大選，瑞典聯盟得票分佈

選舉日當晚勝負已分，溫和黨領袖弗雷德里克·賴因費爾特宣佈勝利，約蘭·佩爾松辭任瑞典首相和社民黨主席。瑞典聯盟四黨合組聯合政府，由賴因費爾特出任首相，10月6日經議會通過信任投票。

## 聯合政府
2006年10月16日，財政部長安德斯·博里發表聯合政府的首個財政預算案。預算案包括聯盟選舉宣傳中受注目的很多建議，如本地服務業和聘請年青人的公司可獲減稅，於2007年7月1日生各項減稅總值4200萬克朗，其中入息稅減免佔3870萬。其餘改變包括減少失業救濟，自第二週起停止雇員給醫療津貼的供款。失業者最多可申領300天失業救濟，有孩童者可申領450天；首200天會維持原有收入的八成水平，其後降至七成。

## 外部連結
- 瑞典聯盟官方網站
- 瑞典政府 （页面存档备份，存于）
- Fler i arbete - mer att dela på瑞典聯盟選舉宣言
- 2007年財政預算案 （页面存档备份，存于）（英文）